# Gynacantha adela
Gynacantha adela – gatunek ważki z rodziny żagnicowatych (Aeshnidae). Występuje na terenie Ameryki Południowej; stwierdzony w Peru, Boliwii, południowo-wschodniej Brazylii i północnej Argentynie.